# 加利福尼亞州州旗
熊旗是加利福尼亚州的正式州旗。它的前身首先在1846年的熊旗革命中使用，1911年正式被加州法律定为州旗。
熊旗的长是高的1.5倍，下1/6为红色条，上5/6为白色底，在白底的左上角有一颗红星，白底的下部写有「加利福尼亚共和国」字样，白底的中央是一头在草地上的加利福尼亚州灰熊，它朝左边走去，为暗棕色，长度为旗长的1/3。

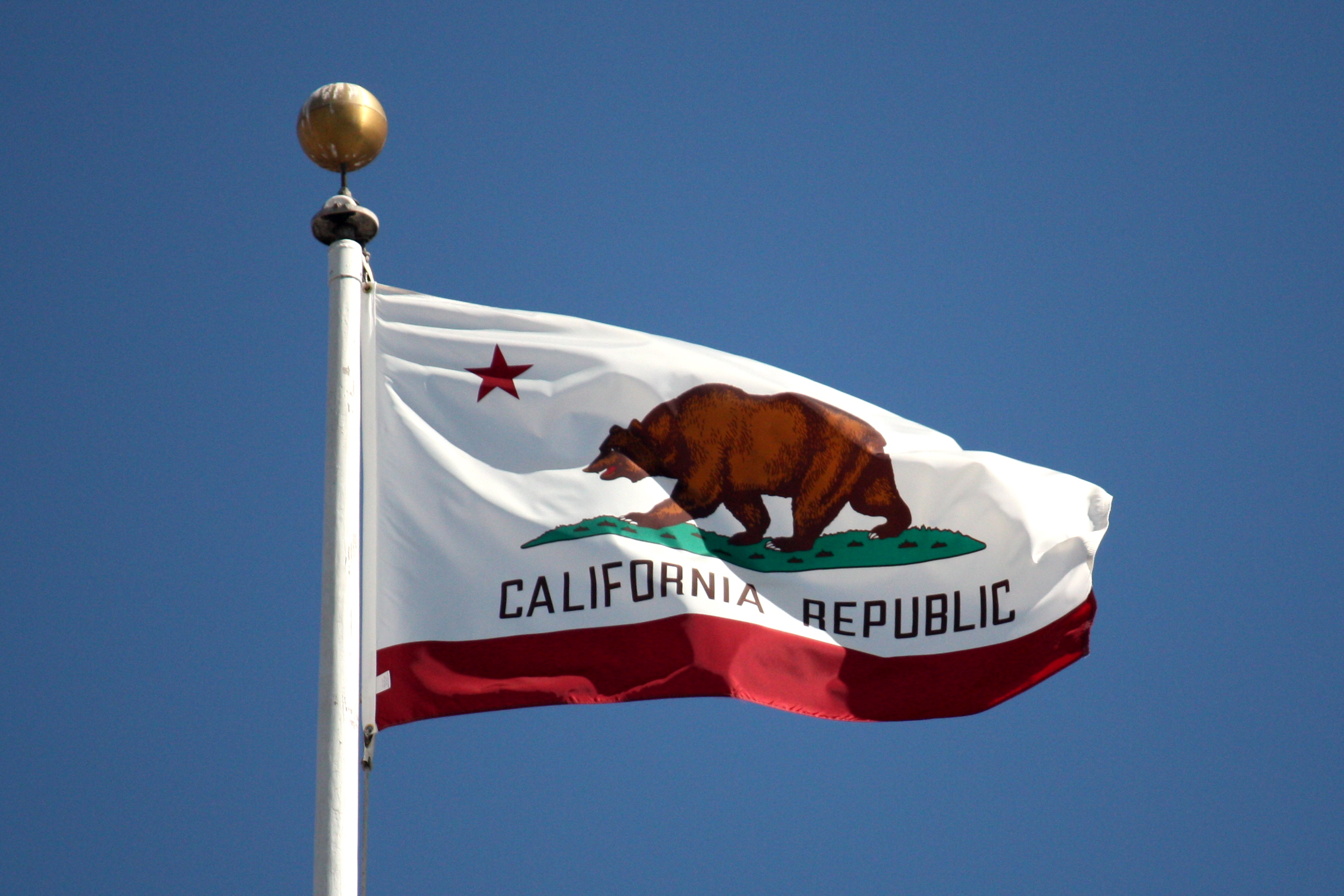
在旧金山市政厅上悬挂的飘扬的加利福尼亚州州旗

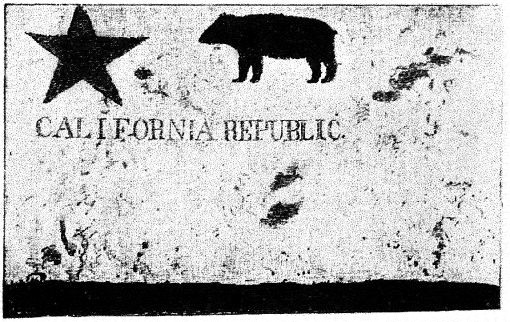
原版熊旗，1890年摄制

第一面熊旗的数字复制品